# پلیموث کمبریج
پلیموث کمبریج (به انگلیسی: Plymouth Cambridge) خودرویی است که توسط شرکت پلیموث در سال‌های ۱۹۵۱ تا ۱۹۵۳ در کلاس خودرو سایز بزرگ تولید شده‌است. 